# Millard Hampton
Millard Frank Hampton, Jr. (Fresno, 8 de julho de 1956) é um ex-velocista e campeão olímpico norte-americano.
Campeão dos 200 m rasos da Amateur Athletic Union em 1976, disputou esta prova em Montreal 1976 ficando com a medalha de prata. Conquistou o ouro olímpico integrando o revezamento 4x100 m junto com Harvey Glance, Lam Jones e Steve Riddick.
Melhores marcas: 100 m – 10s33 (1977) e 200 m – 20s10 (1976)